# Natali Dizdar (album)
Natali Dizdar je debitantski album Natali Dizdar iz 2005. godine.
Album je zbog svoje prodaje u Hrvatskoj nagrađen zlatnom pločom.

## Podaci
Album, koji se naziva imenom izvođačice (zapravo je bezimen - na promotivnim materijalima i omotu CD i MC izdanja stoji samo Natali Dizdar), nastajao je u dugom periodu nakon završetka reality showa Story SuperNova Music Talents početkom 2004. do svibnja 2005. Na stvaranju albuma sudjelovali su neki od najcjenjenijih producenata i glazbenika na hrvatskoj sceni: Gordan Muratović Coki (ex-Jinx), Saša Ljiljak (Yammat), Petar Beluhan (Mayales), Arsen Dedić, Zvonimir Mintas, Davor Viduka, Marta Muždalo, Boško Petrović, te mnogi drugi, a sama Natali napisala je tekst za nekoliko pjesama i sudjelovala u aranžmanu (za aranžman pjesme "Ne daj" nominirana je za nagradu Porin, zajedno s Gordanom Muratovićem i Davorom Vidukom).
Ukupno, album je 2005. i 2006. nominiran za 11 Porina.

## Popis pjesama
1. Ne daj
2. Gazio si me
3. Svaki put
4. Zamijenit ću te gorim
5. Noć na Zemlji
6. Neki drugi dan
7. Istina
8. Rudi
9. Feeling
10. Dan po dan
11. Sophisticated Lady

## Singlovi
- Ne daj (2004.)
- Gazio si me (2005.)
- Svaki put (2005.)
- Zamijenit ću te gorim (2005.)
- Istina (2006.)

## Vanjske poveznice
- MySpace stranica

1. ↑  Novi album Natali Dizdar. Inačica izvorne stranice arhivirana 29. ožujka 2009. Pristupljeno 30. srpnja 2025.CS1 održavanje: bot: nepoznat status originalnog URL-a (link)